# Герб Бучацького району
Герб Бучацького району — символ Бучацького району, затверджений рішенням VI сесії Бучацької районної ради 6 скликання на першому пленарному засіданні 23 червня 2011 року.

## Опис
Композиційне рішення герба зображено у вигляді іспанського щита, нижня частина якого має півкругле завершення.
У верхній частині герба на жовтому фоні, який є символом сонця і стиглого колосся, зображено корону золотого кольору, з чотирма баштами, що символізують Бучацький, Язловецький, Золотопотіцький та Підзамочківський замки. На в'їзній брамі — срібний семикінцевий хрест — герб роду Потоцьких, фундаторів багатьох архітектурних споруд краю.
Основою герба Бучаччини використано літеру «W» — герб «Абданк», древнього роду Бучацьких. Фон літери блакитного кольору, в центрі срібне зображення Бучацької ратуші.
Блакитний колір — символізує воду річки Дністер, та її приток Стрипи і Баришки. Права та ліва частини герба в зеленому кольорі, що символізує великі території лісів, та природно-рекреаційний потенціал району.
В підніжжі літери «W» на чорному фоні зображено три золотих колоски у формі тризуба — символ врожайності та землеробства. Чорний колір — символ чорноземів та багатства Бучацького краю.
Щит герба розміщений на декоративному картуші з волютами і окантованими листками — основними елементами стилю бароко.
Нижню частину картуша герба прикрашає вінок із грона калини посередині (символ звитяги українського народу від часів козацтва, січового стрілецтва до героїчної боротьби вояків УПА). В правій частині вінка дубова гілка (символ твердості духу нації). У лівій частині — гілка квітнучої 600-літньої «Золотої липи», свідка важливих історичних подій.
Внизу картуша на окремому завитку пергаменту розміщується напис «Землі Бучацькі».